# Neema Iyer
Pour les articles homonymes, voir Iyer (homonymie).
Neema Iyer (née c. 1986 – c. 1987 ) est une statisticienne, technologue et artiste ougandaise. Elle est la fondatrice et ancienne directrice exécutive de Pollicy, une organisation de technologie civique basée à Kampala, en Ouganda.

## Enfance et formation
Iyer est élevée au Nigeria par des parents tanzaniens et indiens. Elle fréquente ensuite l'Université Emory et complète une maîtrise en santé publique avec une spécialisation en épidémiologie et statistiques avant de retourner en Afrique,.

## Carrière
Après qu'Iyer a déménagé en Ouganda en 2013, elle travaille dans les technologies de l'information et des communications, puis elle fonde l'organisation de technologie civique Pollicy. Pollicy se concentre sur l'intersection de la conception de données et de la technologie et reçoit des subventions de Facebook et Mozilla. En 2014, elle est coordinatrice du programme Text to Change en Ouganda, qui comprend des travaux sur un programme visant à améliorer l'accès à l'eau potable. 
Pollicy et Iyer mènent des recherches, notamment sur la violence sexiste en Afrique et sur la sécurité en ligne des femmes, avec des rapports illustrés par Iyer,,. En 2020, après qu'Iyer a soumis l'idée de concept aux Mozilla Creative Awards, Pollicy s'associe à Mozilla pour créer le jeu « Choisissez vos propres fausses nouvelles ». que son équipe a passé des mois à développer,. Iyer dessine les personnages du jeu et met l'accent dans ses créations sur le public cible des Africains. Parmi d'autres projets de Pollicy ifigurent un faux documentaire sur la sécurité numérique développé avec le soutien de l'Université de Californie, Berkeley Center for Long-term Cybersecurity,, et un jeu « Digital safe-tea » conçu avec un format « choisissez votre propre aventure » pour promouvoir la sensibilisation à la sécurité en ligne auprès des femmes en Afrique. 
En juillet 2021, Iyer est nommée au Conseil consultatif mondial sur la sécurité des femmes de Facebook. Elle est boursière 2021-2022 du Digital Civil Society Lab dans le cadre du programme Stanford PACS du Stanford Center on Philanthropy and Civil Society. En 2022, Iyer et Pollicy annoncent un programme d'ambassadeurs du numérique pour promouvoir le développement des compétences et l'accès des jeunes femmes africaines à la technologie en ligne,. 
En 2023, Iyer quitte son poste de directrice exécutive de Pollicy et continue d'être conseillère et membre du conseil d'administration.

## Honneurs et récompenses
Elle est élue Africa Innovator 2021 par la revue Quartz. En 2021 elle reçoit le Prix de l'égalité numérique , catégorie Recherche et création de connaissances, Coalition pour l'égalité numérique (CODE). En 2021-2022 elle est nommée Practitioner Fellow du Digital Civil Society Lab (DCSL), par l'Université Stanford,.